# 中央铁路 (坦桑尼亚)
中央铁路（英語：Central Line），旧称坦噶尼喀铁路（德語：Tanganjikabahn）是纵贯坦桑尼亚国土东西部的一条铁路。该铁路东起坦國经济首都达累斯萨拉姆，西至坦噶尼喀湖畔的基戈馬，全长1252公里。中央铁路于20世纪由德意志帝国修筑，并于1914年通车，在坦赞铁路于1976年通车以前，该线也是坦桑尼亚最主要的铁路干线。

## 历史
德意志帝国在19世纪后期占领坦噶尼喀，建立德属东非後，为了输送当地的经济作物及矿产原料，同时维护自身殖民统治，德国遂研议修筑铁路，1895年，德国东非协会与德意志银行开始筹备修筑工作，翌年，德意志银行的金融家提出斥资1200万德国马克修建一条从达累斯萨拉姆通往莫罗戈罗的米轨铁路，并成立了东非铁路公司（Ostafrikanische Eisenbahngesellschaft），但由于德国政府、帝国议会对此计划的延宕，东非铁路公司直到1904年6月才获得修筑该铁路的特许权:45，随即于1905年2月开始铺设轨道，1907年10月9日，该线通车至莫罗戈罗，此时铁路全长209公里，通车当日，德国殖民部国务秘书伯恩哈德·德恩堡在莫罗戈罗举行了庆功宴，并制定了将铁路延伸至塔波拉的基本方案:46。菲利普霍尔兹曼建设公司随即参与了施工，并于1909年将铁路线延伸至莫罗戈罗以西的基洛萨，其后更于1912年2月26日通车至塔波拉:48。1914年2月1日，该铁路通车至坦噶尼喀湖东岸的基戈馬，坦噶尼喀铁路至此全线贯通，铁路的通车也带动了周边地区种植园经济的发展。
德國在第一次世界大戰中战败後，德属东非大部分领土也于1919年随《凡爾賽條約》的签订被移交予英國:437,1224:658，英国殖民政府随即接管了这条铁路，并增建了三条支线铁路，其中里程379公里的塔波拉至维多利亚湖畔城镇姆万扎支线于1928年建成。1931年又修筑了从马尼奥尼（今属辛吉達區）至基尼扬吉里的另一条支线铁路，现已拆除。1963年，英国殖民政府亦修建了连接中央铁路与乌萨姆巴拉铁路的联络线。1965年，基洛萨至基达图支线亦宣告通车:150。
该铁路在坦桑尼亚1998年的洪水中遭到冲毁，其路线随后得到了修复改造。

## 现状
中央铁路由坦桑尼亚铁路公司运营，其路线大致呈西北东南走向，其自东向西先后连接坦桑尼亚第一大海港城市三蘭港、莫罗戈罗、首都多多马、塔波拉等城市，最终止于该国西隅坦噶尼喀湖畔的基戈馬，干线共设置65座铁路车站，其中基洛萨、马尼奥尼、塔波拉、卡柳阿还各自有通往基达图、辛吉達、姆万扎、姆潘达的分岔线。因缺乏出海口，坦桑尼亚的邻国乌干达、布隆迪及刚果民主共和国也会透过该铁路将对外贸易物资输出至印度洋海港。